# كيرميت روزفلت جونيور
كيرميت روزفلت جونيور (بالإنجليزية: Kermit Roosevelt, Jr.)‏ هو كاتب وشخصية أعمال أمريكي، ولد في 16 فبراير 1916 في بوينس آيرس في الأرجنتين، وتوفي في 8 يونيو 2000 في كوكيسفيل في الولايات المتحدة.

## وصلات خارجية
- كيرميت روزفلت جونيور على موقع IMDb (الإنجليزية)
- كيرميت روزفلت جونيور على موقع إن إن دي بي (الإنجليزية)